# Penango
Penango là một đô thị ở tỉnh Asti vùng Piedmont thuộc Ý, nằm ở vị trí cách khoảng 45 km về phía đông của Torino và khoảng 15 km về phía bắc của Asti. Tại thời điểm ngày 31 tháng 12 năm 2004, đô thị này có dân số 566 người và diện tích là 9,5 km².
Penango giáp các đô thị: Alfiano Natta, Calliano, Grana, Grazzano Badoglio và Moncalvo.